# Corps de Garde
Le Corps de Garde est un sommet d'origine volcanique d'une altitude de 720 mètres situé à l'île Maurice entre la montagne du Rempart (545 m) et le Pouce (812 m). Elle a été formée il y a dix millions d'années par un dôme de lave. Elle doit son nom au corps de garde qui s'y trouvait du temps de la colonie française pour empêcher les esclaves marrons de s'y réfugier. Sa forme abrupte lui donne l'aspect d'un guetteur penché au-dessus de la mer.
Elle est connue pour sa réserve naturelle de 90,33 hectares où l'on observe des espèces endémiques de l'île extrêmement rares, comme la mandrinette, Trochetia parviflora (redécouverte en 2001) ou Pilea trilobata (plante redécouverte en 2005 que l'on croyait disparue).
Les villes de Rose-Hill et de Quatre Bornes se trouvent au pied du Corps de Garde. La zone dépend du district de Plaines Wilhems.